# Otto Petersen
Otto Friedrich Petersen (* 13. Januar 1874 in Eschweiler; † 27. Dezember 1953 in Düsseldorf) war ein deutscher Eisenhüttenmann.

## Leben
Otto Petersen war der Sohn des Ingenieurs Carl Richard Petersen und seiner Frau Maria. Nach Besuch des Gymnasiums in Aachen, Studium der Eisenhüttenkunde an der RWTH und Militärdienst als Einjährig-Freiwilliger nahm er in den USA für etwa zwei Jahre eine Stellung als Konstrukteur und Hütteningenieur in den Hüttenwerken von Youngstown und Sharon an. Er wurde in Aachen Mitglied des Corps Delta. 1901 wechselte er als Betriebsingenieur zum Stahl- und Walzwerk Rendsburg. 1906 erfolgte seine Promotion an der RWTH bei Fritz Wüst zum Dr.-Ing. (Dissertationsthema: Beitrag zum Einfluß des Siliciums auf das System Eisen-Kohlenstoff). Im nächsten Jahr trat Petersen dem Verein deutscher Eisenhüttenleute (VDEh) bei, zu dessen stellvertretendem Geschäftsführer er berufen wurde. 1917 wurde er Hauptgeschäftsführer und kurz darauf Geschäftsführendes Vorstandsmitglied. Petersen gründete zahlreiche Fachausschüsse, darunter 1907 den Hochofenausschuss. Seit 1911 war er Schriftleiter der Vereinszeitschrift Stahl und Eisen. Auf seine Initiative kam es 1917 in Düsseldorf zur Gründung des KWI für Eisenforschung, dessen Publikationsorgan Archiv für das Eisenhüttenwesen er schuf. Mit den Führungspersönlichkeiten der deutschen Stahlindustrie wie Friedrich Springorum und Albert Vögler arbeitete er eng zusammen.
Auf seine Initiative wurde 1918 die Gesellschaft der Freunde der Aachener Hochschule gegründet, deren langjähriger Schatzmeister er war. Ebenso war er 1920 an der Gründung der Helmholtz-Gesellschaft zur Förderung der physikalisch-technischen Forschung beteiligt. Dort wurde er Geschäftsführer. Nach dem Zweiten Weltkrieg gehörte er zu den Initiatoren der Gesellschaft für Übermikroskopie.
Petersen unterstützte nach 1933 die Nationalsozialisten und war „Wehrwirtschaftsführer“. Zum 1. Mai 1933 trat er der NSDAP bei (Mitgliedsnummer 1.870.308). Während des Zweiten Weltkrieges fungierte er als Leiter der Hauptgeschäftsführung des Hauptringes Eisenerzeugung beim Reichsminister für Rüstung und Kriegsproduktion. 1948 wurde ihm aufgrund dieser Tätigkeiten das passive Wahlrecht entzogen.
Petersen, der 1945 Hauptgeschäftsführer des VDEh war, wurde im Sommer 1945 von Colonel Waring, dem Leiter der Metallurgy Branch der britischen Militärregierung, beauftragt, eine halbamtliche deutsche Verwaltungsorganisation der westdeutschen Eisenerzeuger und -verarbeiter aufzubauen. Sie wurde im November 1945 als Verwaltungsamt für Stahl und Eisen (VSE) gegründet. Bis zu ihrer Umwandlung in eine Behörde im Juni 1946 wurde das VSE von Petersen geleitet, der gleichzeitig den Vorsitz des VdEh behielt.

## Auszeichnungen
- 1920: Ernennung zum Ehrenbürger der RWTH Aachen
- 1926: Verleihung der Ehrendoktorwürde eines Dr. mont. E. h. der Montanistischen Hochschule Leoben
- 1931: Verleihung des VDI-Ehrenzeichens[9]
- 1944: Verleihung der Goethe-Medaille für Kunst und Wissenschaft[5]
- 1944: Ernennung zum Ehrensenator der RWTH Aachen
- 1947: Ernennung zum Ehrenbürger der Bergakademie Clausthal
- 1948: Verleihung der Ehrendoktorwürde eines Dr.-Ing. E. h. der RWTH Aachen
- 1955: In Aachen wurde nach ihm das Otto-Petersen-Haus, ein Studentenwohnheim in der Trägerschaft des Studentenwerks Aachen, benannt. Ab 2024 forderten Mitglieder des SDS und der städtischen Linken-Fraktion die Umbenennung wegen seiner Zugehörigkeit zur NSDAP. 2025 beschloss das Studierendenwerk die Umbenennung. Das Gebäude wurde nach der, maßgeblich an der Planung und Gestaltung der Studierententürme beteiligten, Architektin Renate von Brause benannt.[10][11]
- 1979: In Düsseldorf wurde ihm zu Ehren die Otto-Petersen-Straße benannt.